# Figueiredo das Donas
Figueiredo das Donas é uma povoação portuguesa do Município de Vouzela que foi sede da extinta Freguesia de Figueiredo das Donas, freguesia que tinha 4,15 km² de área e 352 habitantes (2011), e, por isso, uma densidade populacional de 84,8 hab/km².
A Freguesia de Figueiredo das Donas foi extinta (agregada) a partir de 29 de Setembro de 2014, tendo o seu território passado a fazer parte integrante da então criada União de Freguesias de Fataunços e Figueiredo das Donas.
Antiga freguesia pequena em extensão, era composta, além da sede, pelas seguintes povoações: Outeiro, Serra, Regadio, Casa Nova, Regadinha, Everdal, Fermil, Monsanto, Queijão, Rochão e Real.
Em 1914, a Freguesia de Figueiredo das Donas começou a ser servida pela linha do vale de Vouga, o comboio mudou a vida de muitas pessoas, oferecendo-lhes inclusive muitos postos de trabalho. Em 1990, este meio de transporte deixou de circular, tendo como seus sucessores autocarros de serviço público.

## Etimologia
Ver Figueiredo (sobrenome).

## População
| População da Freguesia de Figueiredo das Donas | População da Freguesia de Figueiredo das Donas | População da Freguesia de Figueiredo das Donas | População da Freguesia de Figueiredo das Donas | População da Freguesia de Figueiredo das Donas | População da Freguesia de Figueiredo das Donas | População da Freguesia de Figueiredo das Donas | População da Freguesia de Figueiredo das Donas | População da Freguesia de Figueiredo das Donas | População da Freguesia de Figueiredo das Donas | População da Freguesia de Figueiredo das Donas | População da Freguesia de Figueiredo das Donas | População da Freguesia de Figueiredo das Donas | População da Freguesia de Figueiredo das Donas | População da Freguesia de Figueiredo das Donas |
| ---------------------------------------------- | ---------------------------------------------- | ---------------------------------------------- | ---------------------------------------------- | ---------------------------------------------- | ---------------------------------------------- | ---------------------------------------------- | ---------------------------------------------- | ---------------------------------------------- | ---------------------------------------------- | ---------------------------------------------- | ---------------------------------------------- | ---------------------------------------------- | ---------------------------------------------- | ---------------------------------------------- |
| 1864                                           | 1878                                           | 1890                                           | 1900                                           | 1911                                           | 1920                                           | 1930                                           | 1940                                           | 1950                                           | 1960                                           | 1970                                           | 1981                                           | 1991                                           | 2001                                           | 2011                                           |
| 522                                            | 476                                            | 503                                            | 475                                            | 468                                            | 444                                            | 447                                            | 504                                            | 580                                            | 551                                            | 506                                            | 532                                            | 465                                            | 440                                            | 352                                            |

## Património cultural

### Festas, feiras e romarias
Entre as diversas festas e romarias desta localidade destacam-se:
- A 5 de Agosto realiza-se a festa de Nossa Senhora das Neves, padroeira da freguesia
- A festa de Nossa Senhora de Fátima a 31 de Maio
- A festa da Real celebra-se no 2º domingo de Agosto
- A festa em honra de Santo António a 13 de junho
- No 1º domingo de Dezembro festeja-se a Santa Bárbara

### Artesanato e tradições
A actividade artesanal típica desta freguesia é a manufactura de objectos em ferro.
digo de já que esta terra é pequena mas é muito gira

## Património histórico
Nesta freguesia destaca-se:

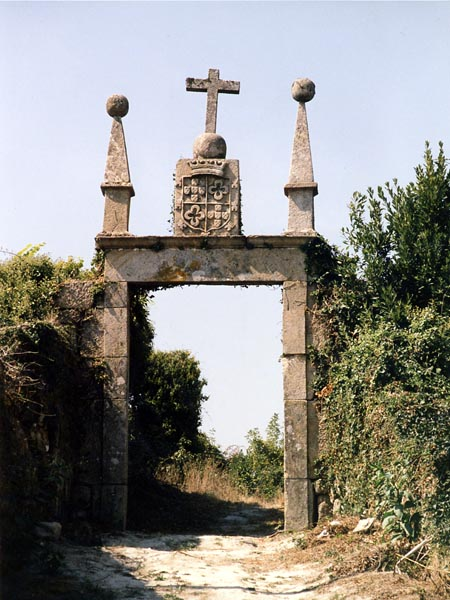
Portão do Paço da Torre, armoriado de Sousa.

- Igreja Matriz de Figueiredo das Donas
- Paço da Torre (erradamente dito Castelo dos Mouros)
- Ruínas de casas senhoriais
- Troço de via romana com largura entre 2,6 e 4,6 metros (esta estrada ligava Viseu ao litoral)